# Petrel (forskningsfartyg)
R/V Petrel, tidigare Seaway Petrel, Acergy Petrel och Seven Petrel, är ett forskningsfartyg tillverkad av Vard Braila i Rumänien. Hon levererades 2003. Den har en kapacitet för tio forskare och 20 besättningsmän. 2016 köpte den amerikanska miljardären Paul Allen fartyget från företaget Subsea 7 i syfte att ha det som bas för sina expeditioner för att hitta sjunkna fartyg, framförallt örlogsfartyg från andra världskriget. Innan Allen köpte fartyget, använde han sin egen megayacht Octopus vid såna expeditioner, men tyckte att det behövdes ett permanent fartyg för sådana ändamål.
Petrel är det enda privatägda och ett av få fartyg i världen som är utrustat med obemannade vattenfarkoster som är kapabla att utforska djuphavsgravar som är uppemot 6 000 meter djupa.

## Lista över örlogsfartyg som har hittats med hjälp avPetrel
| 2017 - Artigliere - Asagumo - Fusō - Michishio - Shimakaze - USS Cooper - USS Indianapolis - USS Ward - Yamagumo - Yamashiro - Yūgumo-klass (Två fartyg, ett blev identifierat som Hamanami.) | 2018 - Hamanami - HMAS AE1 - Naganami - USS Helena - USS Juneau - USS Lexington - Wakatsuki | 2019 - Furutaka - Hiei - USS Hornet - Jintsū - Maya - Niizuki - USS Strong - USS Wasp |